# 앤디 마르테
앤디 마누엘 마르테(스페인어: Andy Manuel Marte, 1983년 10월 21일 ~ 2017년 1월 22일)는 전 도미니카 공화국의 야구 선수이자, 전 KBO 리그 KT 위즈의 내야수이다.

## 선수 시절

### 미국 프로야구시절
2005년 애틀랜타 브레이브스에 입단했다.

### 한국 프로야구시절

#### KT 위즈시절
팀의 창단 첫 외국인 타자가 된 그는 2015년 시즌 115경기에 출전해 타율 0.348, 20홈런, 148안타, 89타점을 기록했다. 2016년 시즌에 재계약했지만, 시즌 중반 허리 통증으로 인해 시즌 아웃이 됐다. 2017년 시즌에는 외국인 타자로 조니 모넬이 영입되며 협상이 결렬됐다.

## 사망
2016년 시즌 도중 허리부상으로 인해 모국인 도미니카 공화국으로 돌아갔다. 그러던 중 2017년 1월 22일 모국인 도미니카 공화국에서 갑작스럽게 교통사고를 당해 그 자리에서 사망했다. 사고 당시 그는 음주 상태였던 지인을 빨리 옮겨주고자 과속을 했는데 이 때 사고가 났다는 것이 도미니카 현지 언론의 보도다. 이 사건으로 야구 팬들과 KT 위즈 선수들은 2년 동안 KBO 리그에서 활약했던 선수의 뜻밖의 비보를 듣고 그의 죽음을 매우 안타까워했다. 그가 사망한 날 kt 위즈 측은 추모 공간을 마련했고 많은 선수들과 사람들이 헌화를 했다. 그런데 이 날은 공교롭게도 MLB의 미국 프로야구 선수 요르다노 벤투라도 교통사고로 사망해 하루에 야구계에서 두 명이 목숨을 잃었다.